# Thomas Staudt
Thomas Staudt (* 3. Februar 1974 in Stendal) ist ein deutscher Politiker (CDU). Er ist seit 2021  Mitglied des Landtages von Sachsen-Anhalt.

## Leben
Thomas Staudt besuchte von 1980 bis 1990 die POS „Adolf Diesterweg“ in Tangermünde. Von 1990 bis 1993 absolvierte er eine Ausbildung zum Maler und Lackierer in Stendal und von 2002 bis 2005 eine Ausbildung zum Maler- und Lackierermeister. Seit 1993 ist er in einem Malereibetrieb in Tangermünde beschäftigt, seit 2008 als Geschäftsführer dieses Unternehmens.
Thomas Staudt ist verheiratet und Vater eines Sohnes.

## Politik
Thomas Staudt trat 2004 in die CDU ein. Seit Oktober 2021 ist er Schatzmeister des CDU-Kreisverbandes Stendal.
Seit 2004 ist er Mitglied im Stadtrat von Tangermünde und dort Vorsitzender der CDU-Fraktion. Seit 2014 ist er Mitglied des Kreistages des Landkreises Stendal. Im Jahr 2017 wurde er zum dortigen Vorsitzenden der CDU-Fraktion gewählt.
Bei der Landtagswahl in Sachsen-Anhalt 2021 kandidierte er für das Direktmandat im Landtagswahlkreis Genthin und auf Platz 28 der Landesliste der CDU. Er gewann das Direktmandat mit 31,3 % der Erststimmen. In der 8. Wahlperiode wurde er zum Schriftführer gewählt und ist ordentliches Mitglied des Ausschusses für Infrastruktur und Digitales.